# Chloe Piene
Chloe Piene (ur. 10 stycznia 1972 r.) - niemiecko-amerykańska artystka wizualna znana przede wszystkim ze swoich rysunków.

## Życie
Chloe Piene urodziła się w Stanach Zjednoczonych jako córka wpływowego niemieckiego artysty Otto Piene'a. Uzyskała tytuł licencjata z historii sztuki na Uniwersytecie Columbia oraz tytuł magistra sztuk pięknych na Goldsmiths, University of London.

## Praca
Chloe Piene jest znana ze swoich delikatnych i przenikliwych rysunków, które często są tematycznie zakotwiczone w ciele. Zostały opisane jako „brutalne, delikatne, figuratywne, kryminalistyczne, erotyczne i fantastyczne.” Jej prace wideo i rzeźby wykorzystują  sensoryczny wpływ hałasu, cienia i ciężkich materiałów, aby zagłębić się w głębsze warstwy doświadczenia. W swoich rzeźbach Piene pracuje głównie z żelazem, stalą, porcelaną i instalacją. Jej prace przywołują skojarzenia z więźniarkami, listami miłosnymi, porażką, historią i heroiczną transformacją.
W 2016 roku Piene zrobiła performance w Family Constellation w Wiedniu w Austrii. Konstelacje rodzinne zostały opracowane jako forma terapii przez niemieckiego psychoterapeutę Berta Hellingera w latach 90. ubiegłego wieku. Piene zaprosiła artystów, aktorów i przyjaciół, by wcielili się w członków jej rodziny. Artysta Matthew Barney zagrał jej brata, a aktorka Petra Morzé, w tym czasie członkini wiedeńskiego Burgtheater, jej matkę. Wcześniejszy performans Piene To Serve był wspólnym dialogiem z dowódcą operacji specjalnych Stanów Zjednoczonych w Nowym Jorku. Stanowił on odpowiednik trzyczęściowej serii wideo, w której wykorzystano kamery przymocowane do hełmów żołnierzy stacjonujących w Afganistanie.

## Wystawy (wybrane)
Międzynarodowe wystawy Piene'a obejmują: Selections from The Guerlain Collection w Centre Pompidou w Paryżu i Albertinie w Wiedniu, 2019; Reloaded, w której Piene i Egon Schiele zostali zestawieni, w Leopold Museum w Wiedniu, 2018; HB + CP - Hans Bellmer i Chloe Piene w Galerie Nathalie Obadia, Paryż, 2008; Bodies of Desire: Works on paper by Willem de Kooning and Chloe Piene w Locks Gallery, Filadelfia, 2007; oraz Whitney Biennial 2004, Nowy Jork.

## Publiczne kolekcje (wybrane)
Jej prace znajdują się w kolekcjach na całym świecie, w tym w następujących kolekcjach:
- Herbert F. Johnson Museum of Art, Ithaca, Nowy Jork
- High Museum of Art, Atlanta
- Instytut Sztuki w Minneapolis
- Muzeum Sztuki Współczesnej, Los Angeles[14]
- Muzeum Sztuki Współczesnej, Nowy Jork[15]
- Muzeum Sztuki Współczesnej w San Francisco, San Francisco[16]
- Walker Art Center, Minneapolis[17]
- Whitney Museum of American Art, Nowy Jork[18]
- Burger Collection, Berlin
- Centre national d'art et de culture George Pompidou, Paryż
- Deutsche Bank, Berlin
- Fondation d'art contemporain Daniel et Florence Guerlain, Paryż
- FNAC, Francja
- Muzeum Grafiki i Rysunku, Berlin
- Kupferstich-Kabinett, Drezno
- Kolekcja Bayer, Berlin
- Kolekcja Hoffmana, Berlin

## Publikacje (wybrane)
Prace Piene były recenzowane między innymi w The New York Times, Frieze, Le Figaro, Los Angeles Times, BOMB Magazine, The Philadelphia Inquirer, Frankfurter Allgemeine Zeitung, Süddeutsche Zeitung i Berliner Zeitung. Książki obejmują Vitamin D, Phaidon; Drawing People, The Hayward Gallery, Londyn; Les Maitres du Desordre, The Musée Quai Branly, Paryż; A Passion For Drawing, Selection From The Guerlain Collection i Drawing Now, The Albertina Museum, Wiedeń.